# Tilbrook Hill
Tilbrook Hill är en kulle i Antarktis. Den ligger i Sydorkneyöarna. Argentina och Storbritannien gör anspråk på området. Toppen på Tilbrook Hill är 70 meter över havet.
Terrängen runt Tilbrook Hill är huvudsakligen kuperad, men den allra närmaste omgivningen är platt. Trakten är obefolkad. Det finns inga samhällen i närheten. 